# Money (Pink Floyd)
Money is een nummer van de Britse progressieve-rockband Pink Floyd en het zesde nummer van hun album The Dark Side of the Moon uit 1973. Het nummer, geschreven door Roger Waters, opent de tweede kant van de originele lp en is het enige nummer van het album dat de top 20 behaalde van de Amerikaanse Billboard Hot 100.
Het staat bekend om zijn onconventionele 7/4-maat, herkenbare baslijn en de tape loop van geldgerelateerde geluiden die het nummer opent, bijvoorbeeld rinkelende munten en een kasregister. Het thema van het nummer is kapitalisme en hoe geld ons dagelijks leven beheerst. 

## Bezetting
- David Gilmour - gitaar, zang
- Roger Waters - basgitaar, tape-effecten
- Rick Wright - Wurlitzer piano
- Nick Mason - drums
- Dick Parry - tenorsaxofoon

## NPO Radio 2 Top 2000
| Nummer met noteringen in de NPO Radio 2 Top 2000 | '99 | '00 | '01 | '02 | '03 | '04 | '05 | '06 | '07 | '08 | '09 | '10 | '11 | '12 | '13 | '14 | '15 | '16 | '17 | '18 | '19 | '20 | '21 | '22 | '23 | '24 |
| ------------------------------------------------ | --- | --- | --- | --- | --- | --- | --- | --- | --- | --- | --- | --- | --- | --- | --- | --- | --- | --- | --- | --- | --- | --- | --- | --- | --- | --- |
| Money                                            | 79  | 197 | 219 | 293 | 230 | 326 | 245 | 214 | 347 | 248 | 291 | 290 | 264 | 211 | 271 | 323 | 398 | 416 | 402 | 362 | 382 | 453 | 422 | 452 | 433 | 466 |

1. ↑  Een vetgedrukt getal geeft de hoogste notering aan.

Speak to Me ·
Breathe ·
On the Run ·
Time ·
The Great Gig in the Sky ·
Money ·
Us and Them ·
Any Colour You Like ·
Brain Damage ·
Eclipse